# 金山桥街道 (长沙市)
金山桥街道是中华人民共和国湖南省长沙市望城区下辖的一个街道。2012年8月28日下午，长沙市望城区新设街道授牌暨区划调整，高塘岭、星城、丁字、黄金4镇在撤镇设街道后，再次进行街道区划调整，4街道拆分为10个街道。
望城区金山桥街道辖金坪社区、金山桥社区、桐林坳社区，面积24.07平方公里，人口20858人。

## 行政区划
金山桥街道下辖以下村级行政区划单位：
桐林坳社区、金坪社区、金山桥社区、观音湖社区、黄金社区。